# Museo diocesano d'arte sacra (Novalesa)
Il Museo diocesano d'arte sacra di Novalesa (provincia di Torino) è stato allestito dal 2003 nella Cappella del Sacramento, adiacente alla chiesa parrocchiale di Santo Stefano (XVII secolo), con l'obiettivo di conservare e valorizzare le opere provenienti da questa conca alpina, da sempre tappa nei collegamenti tra il nord ed il sud dell'Europa attraverso il valico del Moncenisio. 
Custodisce tra gli altri preziosi oggetti d'arte sacra di epoca medioevale provenienti dalla soppressione della vicina Abbazia della Novalesa.
Il museo è inserito nel Sistema museale diocesano della Valle di Susa, come sezione distaccata del Museo diocesano d'arte sacra di Susa.

## Opere

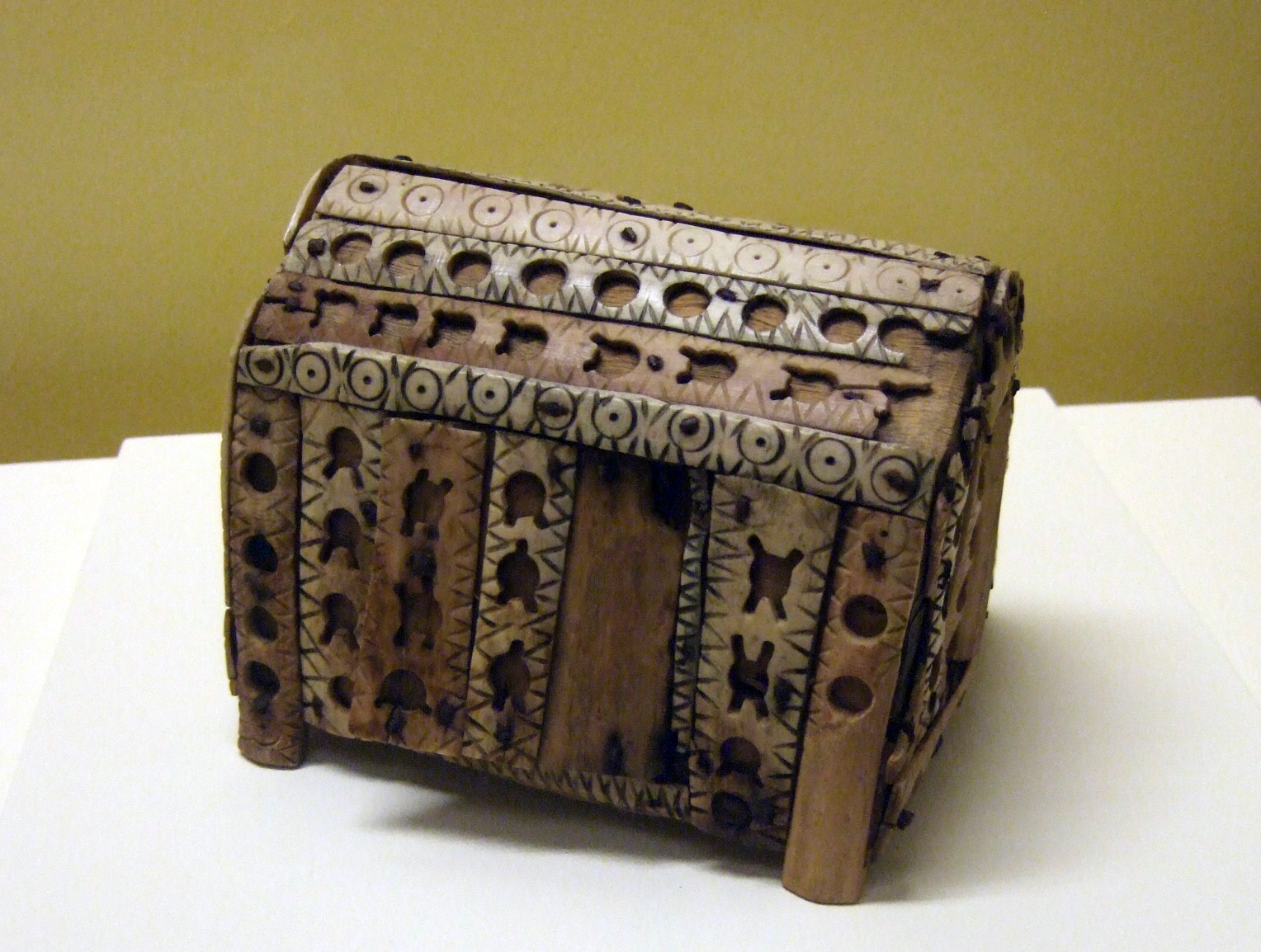
Cofanetto longobardo

Il museo espone opere che vanno dal VI al XVIII secolo, tra cui:
- un cofanetto longobardo;
- pissidi carolingie e ottoniane;
- l'urna reliquiario di sant'Eldrado di Novalesa (seconda metà del XII secolo), opera di un anonimo argentiere renano-mosano.

La visita comprende anche l'adiacente chiesa parrocchiale, che conserva preziosi dipinti trasferiti qui per volontà di Napoleone da Parigi all'ospizio del Moncenisio, e di lì a Novalesa, tra cui:
- Deposizione di Gesù Cristo (metà XVI secolo), olio su tela, di Daniele da Volterra;
- Crocifissione di san Pietro e Deposizione di Gesù Cristo (XVII secolo), olio su tela, della scuola del Caravaggio;
- Adorazione dei Magi (prima metà del XVII secolo), olio su tela, di Peter Paul Rubens;
- Adorazione dei pastori (1721), olio su tela di Le Moyne.

All'esterno della cappella della Confraternita, sul muro della canonica sono visibili, recentemente restaurati, gli affreschi con i Vizi e le Virtù.